# Palais Berchem

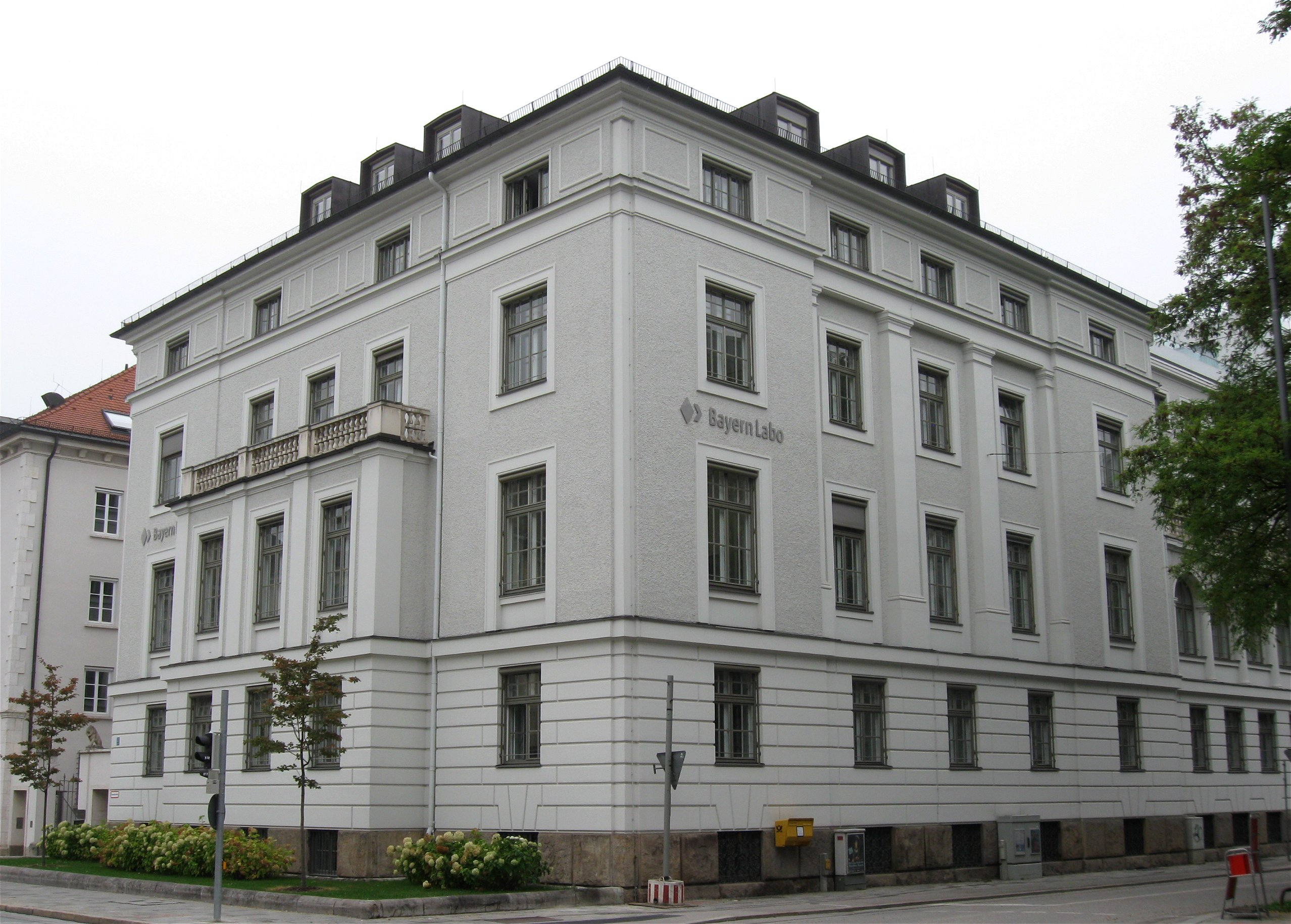
Palais Berchem, Ansicht von Südosten

Das Palais Berchem ist ein Stadtpalais in der Brienner Straße 22 an der Einmündung der Türkenstraße im Münchner Stadtteil Maxvorstadt. Es ist nach der Familie des Erbauers Cajetan Graf von Berchem benannt und war bereits das dritte Palais dieser Familie in der bayerischen Landeshauptstadt. Das erste stand aber nicht am heutigen Ort, sondern in der Salvatorstraße in der Münchner Altstadt.
Das neoklassizistische Palais entstand ab 1897 nach Plänen des Architekten Gabriel von Seidl und dient – nach Kriegsbeschädigung vereinfacht wiederaufgebaut – heute als Verwaltungsgebäude der Bayerischen Landesbank. Es ist als Baudenkmal in die Liste der Baudenkmäler in München eingetragen und steht somit unter Denkmalschutz.

## Geschichte

### Erstes Palais

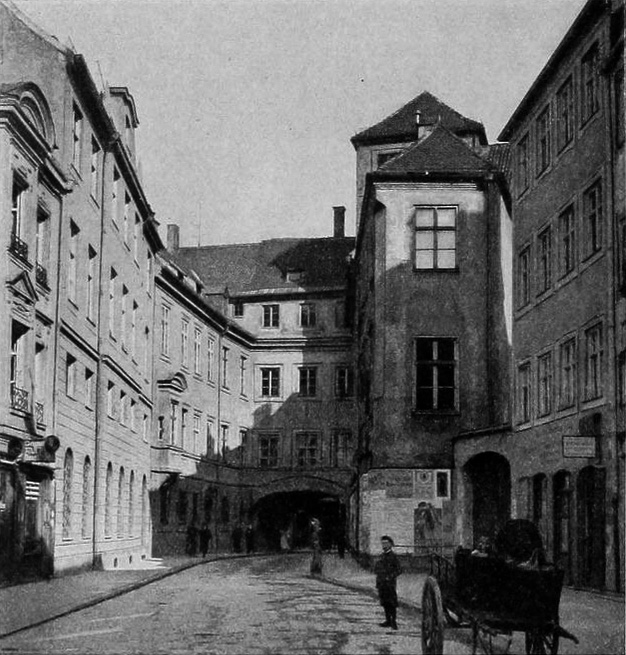
Der Kühbogen von der Salvatorstraße aus gesehen, ca. 1912

Im Jahr 1676 kaufte der kurfürstliche Geheime Rat, Anton von Berchem, zwei Häuser in der Münchner Theatinerstraße, die zu beiden Seiten des Kühgässels (der späteren Salvatorstraße) lagen, und ließ in der Folgezeit auf diesen Grundstücken ein Palais errichten. Er folgte damit einem Trend jener Zeit, nach dem sich die Hofgesellschaft und höhere Beamte in der Nähe der Residenz im Kreuzviertel niederließen und dort repräsentative Wohnsitze errichteten. Anton von Berchem stammte aus einer ursprünglich in Köln ansässigen Familie, die schon 1491 den dortigen Vorsteher der Goldschmiedezunft stellte. Er ging nach dem Dreißigjährigen Krieg nach Bayern, und seine Familie erwarb in der Umgebung Münchens in großem Umfang Grundbesitz. Familienmitglieder dienten dem bayerischen Herrscherhaus als Offiziere, Rentmeister, als Geheimer Konferenzminister, Hofkammer- und Kommerzienpräsident. Um die beiden durch das Kühgässel getrennten Grundstücke miteinander zu verbinden, erhielt Anton von Berchem die Erlaubnis, die schmale Straße mit einem Verbindungsbau zu überbrücken. Diese Überwölbung des Kühgässels wurde erst Perchem-Bogen, ab dem 19. Jahrhundert dann Kühbogen genannt. Die Entwürfe für den gesamten Neubau stammten vom Hofbaumeister Enrico Zuccalli, der auch am Bau der benachbarten Theatinerkirche sowie am Schloss Schleißheim und am Palais Porcia beteiligt war. Die 13-achsige Fassade des Palais Berchem ähnelte an der Theatinerstraße der Gestaltung des anschließenden Theatinerklosters, unterschied sich von diesem aber durch Erker im ersten Obergeschoss. Auf der Seite der späteren Salvatorstraße lag das kräftig profilierte Eingangstor, neben dem der hohe Belvedereturm stand. Die Familie von Berchem besaß das Palais bis zum Jahr 1817, dann wechselte es in andere Hände. Im Zweiten Weltkrieg wurde das Gebäude bei Bombenangriffen zerstört.

### Zweites und drittes Palais
Das zweite Palais Berchem lag in der Brienner Straße in der Maxvorstadt und besaß zu jener Zeit noch die Hausnummer 49. Das Gebäude stand gegenüber dem Wittelsbacher Palais und lag am Weg in die Sommerresidenz Schloss Nymphenburg. Das Gebäude wurde 1819 vom Bauunternehmer und Zimmermannsmeister Franz Xaver Gampenrieder für den Grafen Cajetan von Berchem erbaut. Nur knapp 80 Jahre später beauftragte der königliche Kämmerer Graf Maximilian von Berchem 1897 den Architekten Gabriel von Seidl mit einem Neubau, der das Vorgängergebäude ersetzen sollte. Von Seidl lieferte Entwürfe für ein Wohngebäude in neoklassizistischen Formen. Die Bauausführung lag in den Händen eines Baumeisters Pansinger. Als Maurermeister war Georg Lenbach, ein Bruder des Malers Franz von Lenbach beauftragt. Schon im Sommer 1897 war das alte Palais abgerissen und das Fundament für den Neubau gelegt, dessen Rohbau im Dezember des gleichen Jahres unter Dach war. Der Ausbau und die umfangreichen Arbeiten an der Innenausstattung dauerten aber noch bis Juni 1899. 1914 residierte im Palais die Hofdame Ernestine Gräfin von Berchem.
1920 bezog die Bayerische Gemeindebank (Girozentrale) das Gebäude, das 1927 nach Norden erweitert wurde. 1933 erfolgte eine Aufstockung des Anbaus durch den Architekten Hans Wagner. Der Fotograf Heinrich Hoffmann dokumentierte 1939 in seinem stereoskopischen „Raumbildbuch“ mit dem Titel Unsere Arbeit – unser Leben die Verhältnisse in diesem Bankunternehmen. Bei einem Luftangriff im Zweiten Weltkrieg wurde das Palais stark beschädigt und nach Kriegsende in vereinfachten Formen wiederaufgebaut. Die Fassadenrekonstruktion unter der Leitung von Gustav Gsaenger erfolgte dabei allerdings nach dem historischen Vorbild. Seine Hausnummer wurde 1956 von 49 zu 22 geändert. Heute sind im Gebäude Büros der Bayerischen Landesbank untergebracht.

## Beschreibung

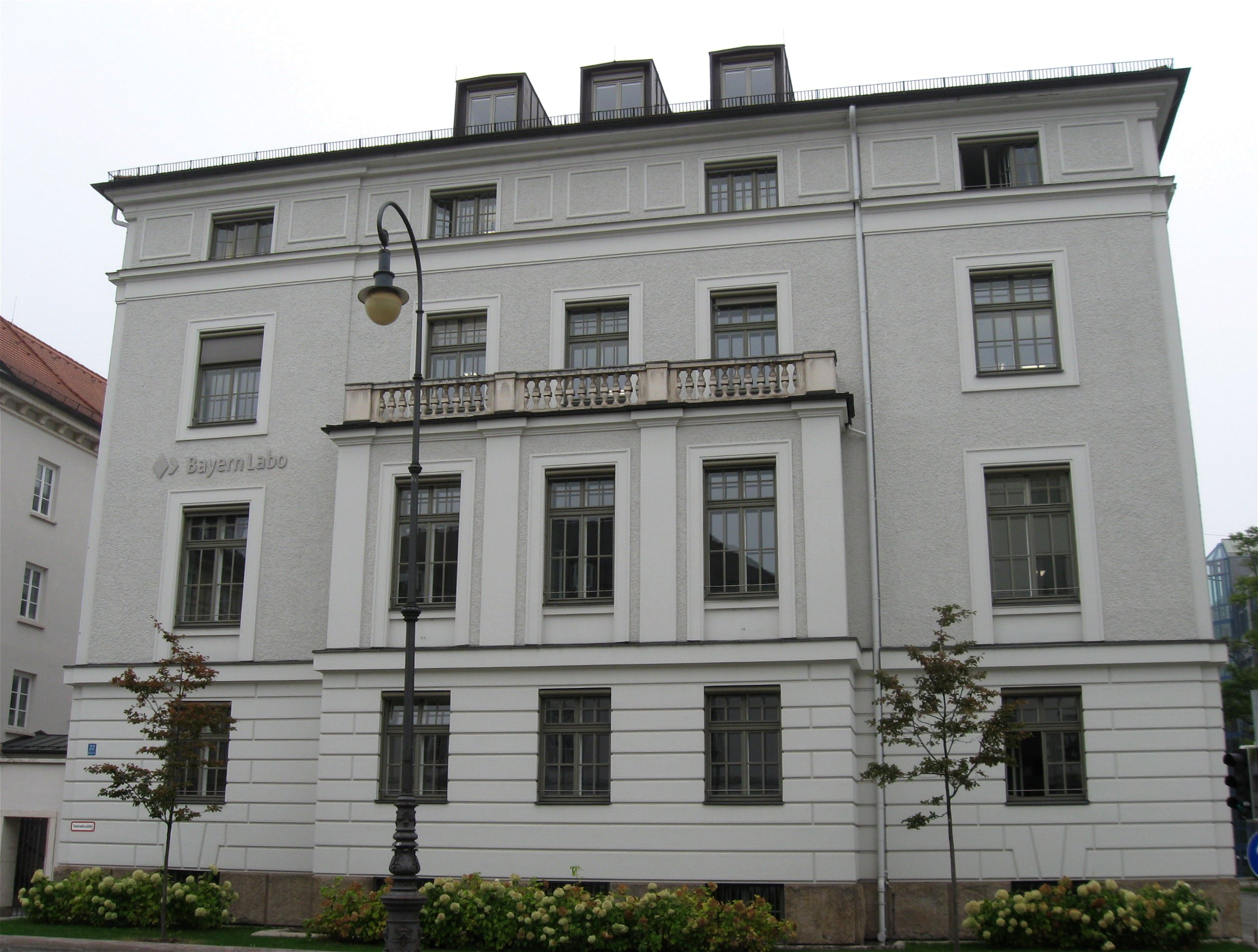
Fassade des Palais an der Brienner Straße

Das Palais Berchem ist ein kubischer Bau mit drei Voll- und einem Mezzaningeschoss, der von einem Zeltdach abgeschlossen ist. Der schlichte Kernbau vom Ende des 19. Jahrhunderts zeigt sowohl an der Seite zur Brienner Straße als auch zur Türkenstraße fünf Fensterachsen und symmetrisch gegliederte Fassaden. Über dem rustizierten Erdgeschoss liegen zwei glatt gehaltenen Obergeschosse. Das Mezzanin ist mit Rahmenwerk verziert. An der Seite zur Brienner Straße befindet sich mittig in der Fassade im Erdgeschoss und im ersten Obergeschoss eine Auslucht, welche die drei mittleren Achsen aufnimmt. Darüber liegt im zweiten Obergeschoss ein Balkon mit Baluster-Brüstung. Von der neoklassizistischen Innenausstattung des Hauses ist nur noch das stuckierte Treppenhaus erhalten.
Dem Kernbau schließt sich nach Norden ein mehrgeschossiger Erweiterungsbau jüngeren Datums an.